# Thrixspermum cerinum
Thrixspermum cerinum là một loài thực vật có hoa trong họ Lan. Loài này được (Ridl.) J.J.Sm. miêu tả khoa học đầu tiên năm 1933.